# Lebedew-Institut

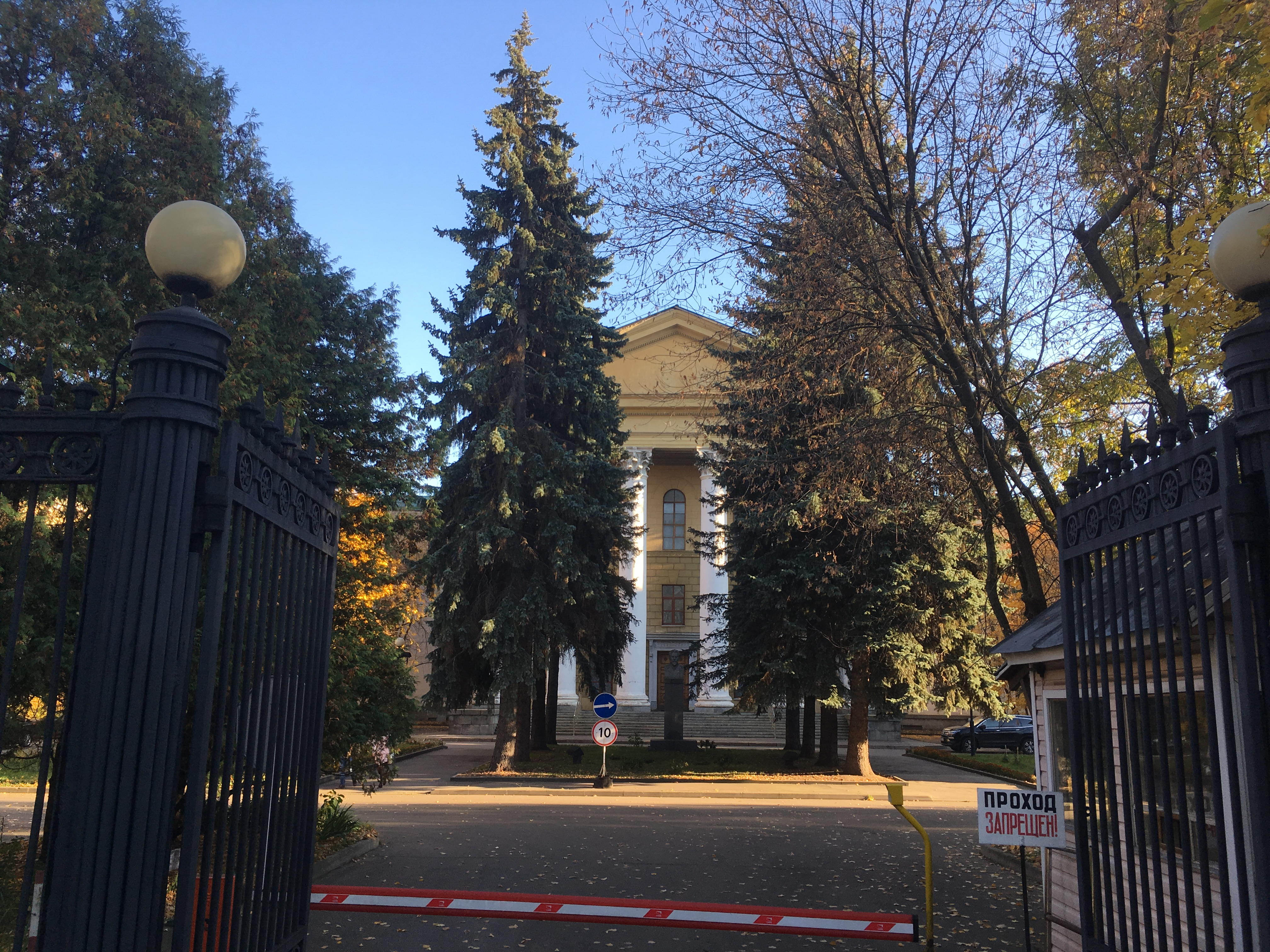
Lebedew-Institut: Hauptgebäude (2018)

Das Lebedew-Institut (russisch Физический институт им. П. Н. Лебедева РАН) in Moskau ist eines der Institute der Russischen Akademie der Wissenschaften. Die Forschung in dieser Einrichtung ist auf Physik spezialisiert. Es wird oft als ФИАН (FIAN) abgekürzt.

## Historie
Das Institut wurde 1934 gegründet und nach dem russischen Physiker Pjotr Nikolajewitsch Lebedew benannt. Es führt seine Ursprünge aber noch weiter auf die mathematisch-physikalischen Institute der Russischen Akademie der Wissenschaften in Sankt Petersburg zurück (mit berühmten Direktoren wie Leonhard Euler), da es mit dem Umzug der Akademie nach Moskau 1934 gegründet wurde. Sein erster Direktor war Sergei Iwanowitsch Wawilow. Unter seiner Leitung erlebte das Institut einen großen wissenschaftlichen Aufschwung.
1982 wurde das später nach Prochorow benannte Institut für Allgemeine Physik der Russischen Akademie der Wissenschaften auf Basis der Abteilung A des Lebedew-Instituts gegründet.

## Bekannte Forscher
Hier arbeiteten die Physik-Nobelpreisträger Igor Jewgenjewitsch Tamm (in den 1930er Jahren Leiter der Theorieabteilung), Ilja Michailowitsch Frank,  Leonid Isaakowitsch Mandelstam,  Pawel Tscherenkow (der hier 1934 mit Wawilow die Tscherenkow-Strahlung fand), Witali Lasarewitsch Ginsburg, Dmitri Wladimirowitsch Skobelzyn (1951 bis 1973 Direktor des Lebedew-Instituts), Nikolai Gennadijewitsch Bassow (1973 bis 1988 Direktor des Lebedew Instituts), Alexander Michailowitsch Prochorow (mit Bassow Nobelpreisträger 1964 für die Entdeckung des Laser-Maser-Prinzips) sowie die Physiker Andrei Sacharow, Grigori Samuilowitsch Landsberg, Wladilen Stepanowitsch Letochow, Wladimir Iossifowitsch Weksler (Erfindung des Synchrotrons 1944), Leonid Weniaminowitsch Keldysch, Wjatscheslaw Fjodorowitsch Muchanow, Jefim Samoilowitsch Fradkin, Igor Wiktorowitsch Tjutin, Grigori Alexandrowitsch Wilkowyski, Alexander Wiktorowitsch Gurewitsch und Igor Anatoljewitsch Batalin.

## Institutsdirektoren
1. Sergei Wawilow (1934–1951)
2. Dmitri Skobelzyn (1951–1972)
3. Nikolai Bassow (1973–1988)
4. Leonid Keldysch (1988–1994)
5. Oleg Krochin (1994–2004)
6. Gennadi Mesjaz (2004–2015)
7. Nikolai Kolachevsky (2015–)

## Sonstiges
Neben der sehr breitgefächerten wissenschaftlichen Forschung ist das Institut dafür bekannt, die Methode zur Herstellung kristallener Zirkon-Würfel perfektioniert zu haben. Diese Kristalle heißen in Russland „Fianite“, benannt nach der Abkürzung des Instituts FIAN.